# Montenegrina minuscula
Montenegrina minuscula is een slakkensoort uit de familie van de Clausiliidae. De wetenschappelijke naam van de soort is voor het eerst geldig gepubliceerd in 2006 door Eross & Szekeres.